# Felicjan Stefan Karp
Felicjan Stefan Karp (ur. 1821, zm. 1888) – marszałek szlachty kowieńskiej i poniewieskiej. Piastował jeszcze wiele innych honorowych urzędów. Tajny Radca. Właściciel dóbr Johaniszkiele. Syn Eustachego Karpia.